# Wolodymyr Poljatschenko

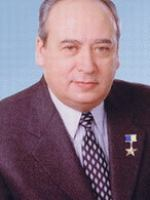
Wolodymyr Poljatschenko

Wolodymyr Awrumowytsch Poljatschenko (ukrainisch Володимир Аврумович Поляченко; * 14. August 1938 in Kiew, Ukrainische SSR; † 20. April 2012 in Kiew, Ukraine) war ein ukrainischer Politiker, Unternehmer und Honorarkonsul.

## Leben
Wolodymyr Poljatschenko studierte von 1956 bis 1961 Ingenieurstechnik an der Fakultät für Beton und Betonprodukt der Kiewer Universität für Bauwesen und Architektur und begann im Anschluss eine Karriere in der Bauwirtschaft, bis er 1992 schließlich Präsident der Kyivmiskbud-Holding (Київміськбуд), dem führenden Unternehmen der Bauindustrie in der Ukraine und bedeutender Betreiber des ukrainischen Immobilienmarktes, und von 1995 bis 2006 deren Vorstandsvorsitzender wurde.
Zwischen Oktober 2002 und April 2006 war Poljatschenko Abgeordneter des Kiewer Stadtrates und von 2006 bis 2012 war er Abgeordneter des Block Unsere Ukraine in der Werchowna Rada. Im Parlament war er stellvertretender Vorsitzender des Ausschusses für Bau, Stadtentwicklung und Wohnungswesen.
Außerdem war Poljatschenko Honorarkonsul der Republik Chile in der Ukraine, seit 2008 Vorstandsmitglied des Vorstandes der Nationalbank der Ukraine, freiberuflicher Berater des Ministerpräsidenten und des Präsidenten der Ukraine sowie Akademiemitglied der ukrainischen Akademie für Bauwesen und Architektur. Er starb in Kiew und ist dort auf dem Baikowe-Friedhof beerdigt.

## Privat
Wolodymyr Poljatschenko war zweimal verheiratet und Vater eines Sohnes (* 1963) und einer Tochter (* 1995). Sein Sohn Jurij Poljatschenko ist Arzt und war vom 12. Oktober 2005 bis zum 23. März 2007 im Kabinett Jechanurow und im zweiten Kabinett Janukowytsch ukrainischer Minister für Gesundheitswesen. Sein Hobby war angeln.

## Ehrungen
Wolodymyr Poljatschenko erhielt zahlreiche Ehrungen. Darunter:
- 1998 ukrainischer Verdienstorden 1. Klasse
- 1999 Orden des Heiligen Wladimir der Ukrainisch-Orthodoxen Kirche Moskauer Patriarchats 2. Klasse[5]
- 2003 Held der Ukraine[5]
- 2003 Staatspreis der Ukraine für Architektur[5]
- 2003 Ehrenbürger der Stadt Kiew[6]
- 2008 Orden des Fürsten Jaroslaw des Weisen 5. Klasse[5]